# Sono Sion
Sono Sion – niezrealizowany projekt elektrycznego samochodu osobowego klasy subkompaktowej opracowywany przez niemieckie przedsiębiorstwo Sono Motors w latach 2016–2023.

## Historia i opis modelu

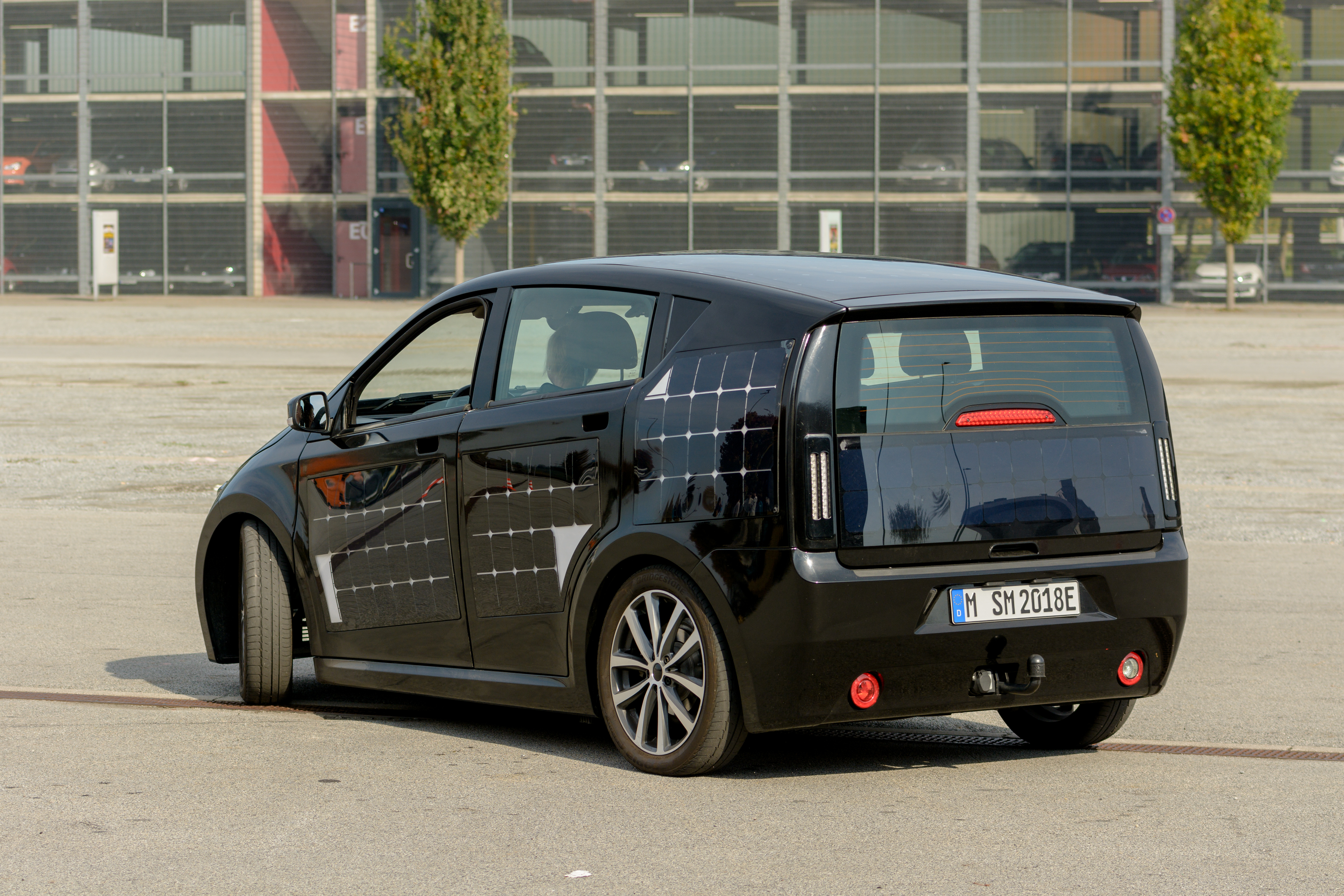
Sono Sion - tył

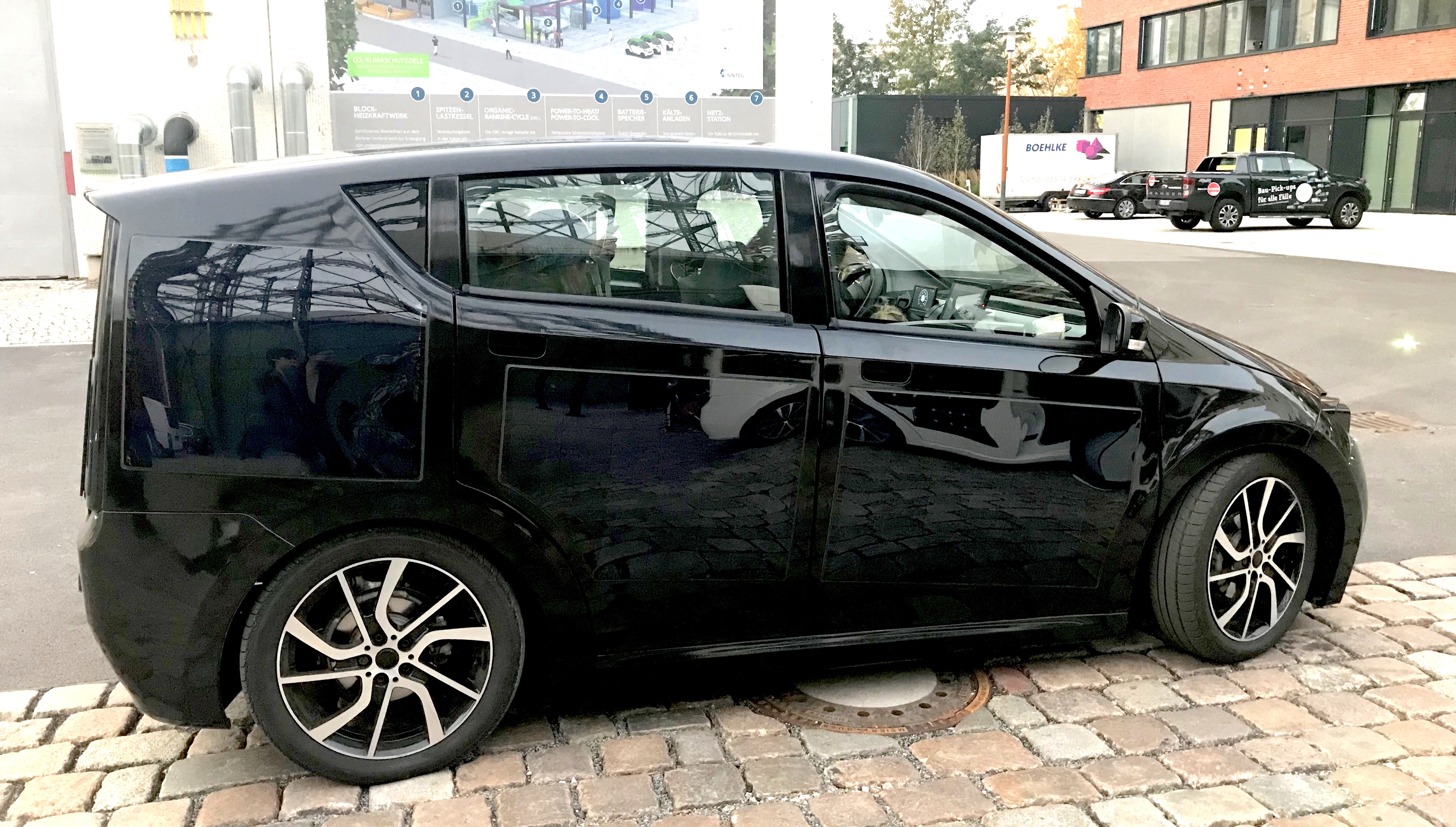
Sono Sion - sylwetka

Prace nad prototypem poprzedzającym premierę pierwszego produkcyjnego samochodu niemieckiego startupu Sono Motors rozpoczęły się w drugiej połowie 2016 roku, po skompletowaniu funduszy na budowę dwóch egzemplarzy dzięki crowdfundingowi. Przedstawiony w lipcu 2017 roku prototyp został zbudowany we współpracy z innym małym niemieckim przedsiębiorstwem, Roding Automobile, przedstawiając podstawowe założenia koncepcji Sono - 5-drzwiowego miejskiego hatchbacka z panelami solarnymi umieszczonymi na dachu i bocznych elementach nadwozia w celu wydłużenia zasięgu elektrycznego układu napędowego.
Premiera produkcyjnego Sono Sion odbyła się w marcu 2019 roku, a sam pojazd przeszedł obszerny zakres zmian wizualnych w stosunku do studium sprzed 2 lat. Wysoko poprowadzona linia szyb została wydłużona, obejmując także przedział bagażowy, a także wprowadzono konwencjonalne klosze reflektorów i lamp.
Port ładowania pod uchylaną do góry klapką umieszczono między reflektorami, z kolei elementem wyróżniającym Siona podobnie jak przed 2 laty stały się panele słoneczne umieszczone na dachu, masce, tylnych błotnikach oraz klapie bagażnika, zgodnie z pierwotną koncepcją zapewniając wydłużenie zasięgu układu elektrycznego.
W czasie, gdy prototypy z 2017 roku zostały opracowane w oparciu o płytę podłogową i liczne podzespoły BMW i3, tak przedprodukcyjny model z 2019 zapożyczył od niego już tylko wybrane elementy kabiny pasażerskiej jak koło kierownicy, przełącznik trybów jazdy, przełączniki sterowania szybami oraz panel klimatyzacji. 
Podczas targów technologicznych CES 2021 w Las Vegas w styczniu 2021 roku Sono Motors przedstawiło zaktualizowaną, dopracowaną odmianę Siona. Samochód przeszedł zmiany głównie w kabinie pasażerskiej, w której zdecydowano odejść się od elementów zapożyczonych od BMW. Charakterystycznym elementem deski rozdzielczej zostały dwa wyświetlacze pełniące kolejno funkcję zegarów oraz centrum sterowania systemem multimedialnym, a także panel imitujący leśny mech biegnący tuż pod listwą LED z oświetleniem ambientowym.

### Sprzedaż
W momencie premiery przedprodukcyjnego egzemplarza w 2019 roku Sono Motors ogłosiło, że weszło w strategiczną współpracę ze szwedzkim właścicielem pozostałości po Saabie, spółką NEVS, na mocy której produkcja Siona miała wówczas odbywać się w zakładach w Trollhättan. Początek produkcji pierwotnie wyznaczono na 2020 rok, jednak z racji potrzeby kontynuacji prac nad pojazdem w celu dopracowania go data ta została przesunięta na 2022 rok, by ostatecznie skończyć się na roku 2023. W kwietniu 2022 niemiecka firma poinformowała, że dotychczasowe założenia wobec produkcji Siona w Szwecji upadły - firma zdecydowała się ostatecznie podpisać umowę z fińskim Valmet Automotive, które wytwarzać ma samochód w portowym mieście Uusikaupunki. Zaawansowany projekt po 6 latach zakończył się ostatecznie niepowodzeniem z powodu braku wystarczających środków na wdrożenie do produkcji. Zarzucenie dalszych prac nad Sionem ogłoszono 24 lutego 2023.

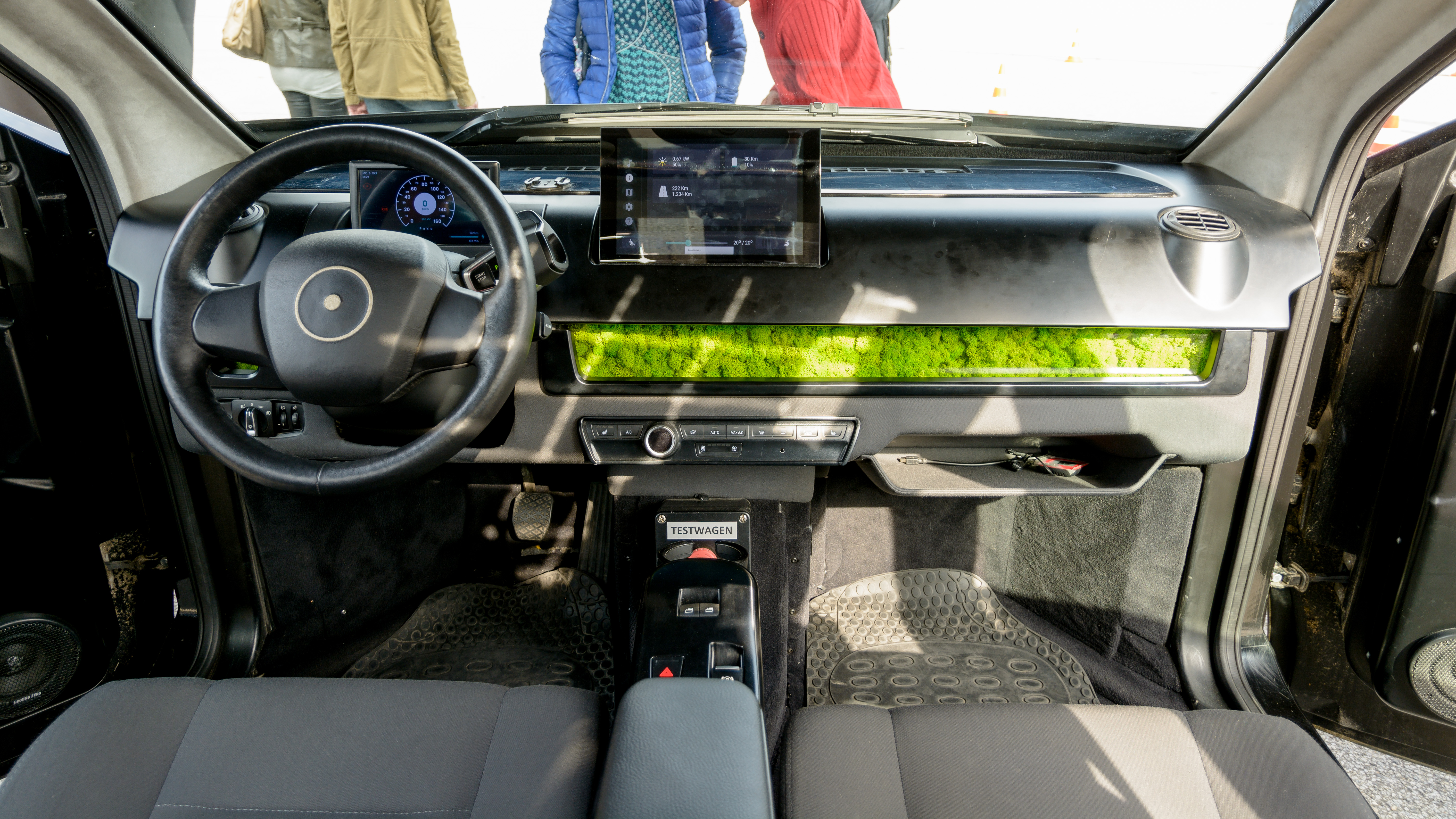
Sono Sion (2019) - kokpit

Sono Sion dostarczany miał być do klientów wyłącznie w jednej, czarnej barwie, z czego cena za egzemplarz miała wynosić 25 500 euro. Na pół roku premierze przedprodukcyjnej wersji, w sierpniu 2019 liczba zamówień na pojazd wyniosła 10 tysięcy. Roczną wielkość produkcji określono na ok. 43 tysiące egzemplarzy.

### Dane techniczne
Sono Sion jest samochodem w pełni elektrycznym, którego układ napędowy w wariancie produkcyjnym z 2021 roku tworzy silnik elektryczny 161 KM o maksymalnym momencie obrotowym 270 Nm, który pozwala na rozpędzenie się maksymalnie do 140 km/h. Bateria pojazdu z ogniwami chłodzonymi cieczą ma pojemność 35 kWh, która pozwala przejechać na jednym ładowaniu do 250 kilometrów w trybie mieszanym i 505 kilometrów w trybie miejskim.
Istotnym elementem wpływającym na zasięg Sono Sion są panele słoneczne pokrywające większość elementów nadwozia, które tworzy łącznie 248 ogniw fotowoltaicznych. Przy optymalnym nasłonecznieniu w okresie wiosenno-letnim energia słoneczna może pozwolić na wydłużenie zasięgu o 35 kilometrów dziennie.